# Lago Little Ben Lomond
O lago Little Ben Lomond é um lago de água doce localizado no condado de York, província de New Brunswick, no Canadá.

## Descrição
Este superfície lagunar encontra-se nas coordenadas geográficas de 45°22'N 65°54'W  e está localizado somente a uma distância de 3,5 km da cidade de Rothesay. 
A pesca praticada neste lago, principalmente nos meses de verão permite apanhar uma variedade bastante grande de peixes, onde se encontra incluída a truta-comum, a truta-de-rio e o Lepomis macrochirus.